# Augerborrning
Augerborrning är en schaktfri håldrivningsmetod som innebär att en spiralformad skruvborr roteras och pressas in i marken tillsammans med ett skyddsrör. När borrhuvudet rör sig framåt skruvas det lossborrade materialet bakåt i röret och tas om hand utanför röret.
Augerborrning kan utföras både horisontellt och vertikalt. Metoden är snabb och därför kostnadseffektiv. Den används främst då marken är mjuk och lättbearbetad.
Metoden används för schaktfri ledningsbyggnad, men även för miljöborrning, undersökningsborrning m.m.

## Tekniska data
| Max ledningsdiameter | Över 2000 mm               |
| Max längd            | 70 meter                   |
| Rörmaterial          | Stål. glasfiber            |
| Utrymmesbehov        | Startschakt med mothåll    |
| Begränsningar        | Större stenar, block, berg |